# Feels Great
Feels Great is een nummer van het Amerikaanse dj-trio Cheat Codes uit 2017, in samenwerking met de Amerikaanse rapper Fetty Wap en CVBZ.
Het nummer werd alleen in Oceanië een bescheiden succes. In Nederland haalde het nummer de 14e positie in de Tipparade, en ook in Vlaanderen werd het slechts een tip.